# Юнгфрау (марафон)
Марафо́н Юнгфра́у (нем. Jungfrau-Marathon) — соревнования по горному бегу, проводящиеся ежегодно в начале сентября с 1993 года в кантоне Берн перед горой Юнгфрау. Один из самых известных горных марафонов мира. Член AIMS несмотря на то, что сама трасса не может быть измерена по стандартам AIMS. Марафон проводится обществом «Ферайн Юнгфрау Марафон».

## История марафона

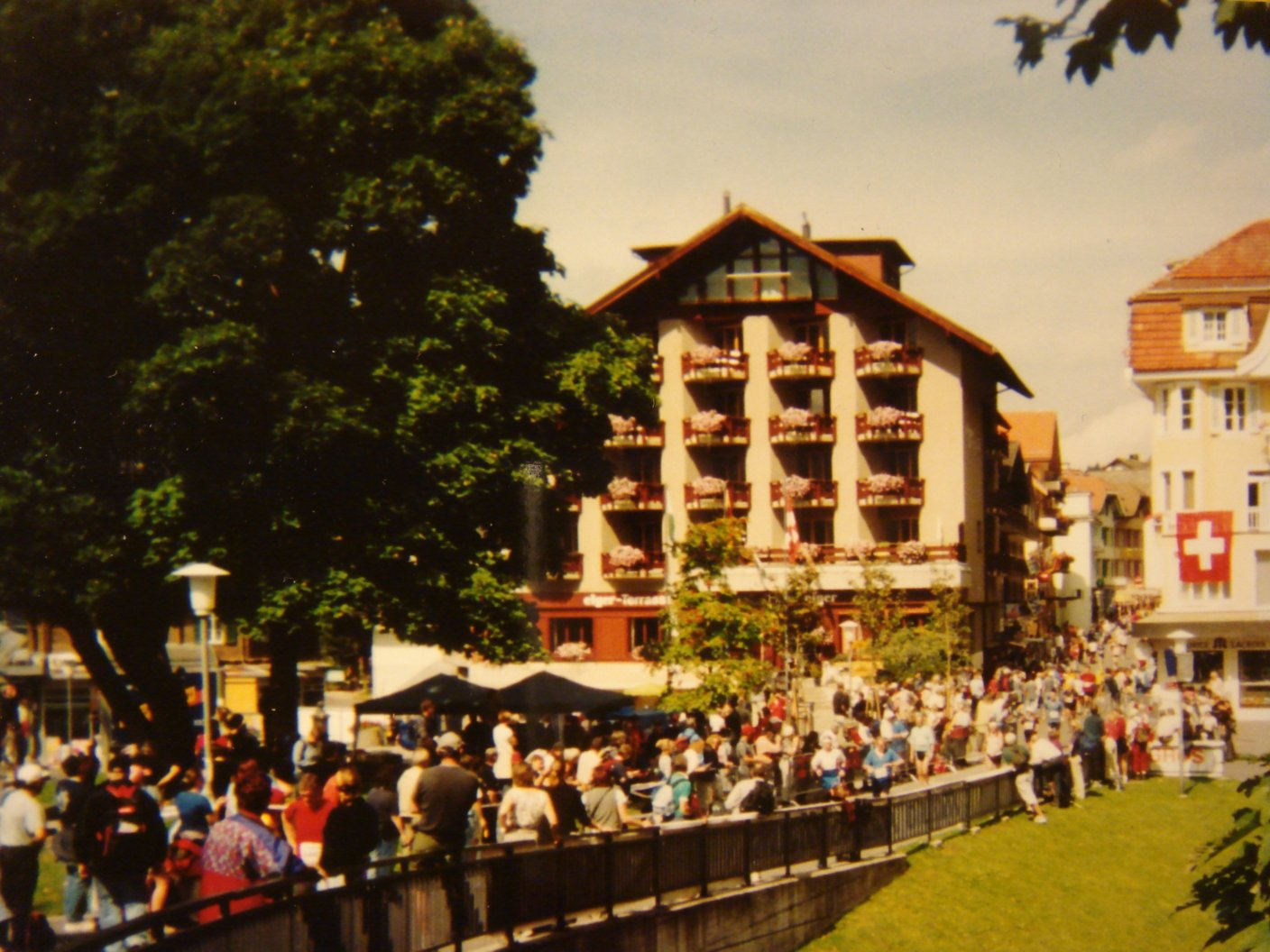
Зрители (2004)

После того, как в 1986 году впервые прошёл Швейцарский альпийский марафон, наступило время для организации марафона на горную вершину. Марафон Юнгфрау стал первым забегом данного вида на 42 км. Уже в первом забеге 1500 бегунов достигли финиша. Первой победительницей стала Биргит Леннартц из Германии, показавшая время 3:30.00. У мужчин победителем стал швейцарец Йорг Хэглер со временем 3:00.05. В последующие годы к марафону присоединились знаменитые бегуны, такие как Марко Камински, Франциска Рохат-Мозер, Тесфайе Этиша, Джонатан Ятт, Эмебет Абосса и многие другие.
В 1998 году американские писатели Денис Крейторн и Рич Ганна в своей книге «Путеводитель по международным марафонам» дали марафону Юнгфрау определение «самый прекрасный марафон мира». Увеличению популярности и значимости марафона содействовал и тот факт, что количество участников в нём ограничено до 3500 человек, чтобы избежать негативных воздействий на экологию.
В 2002 году, на 10-ю годовщину марафона, соревнования проходили в течение двух дней, таким образом, в нём приняли участие 5260 человек.

## Маршрут

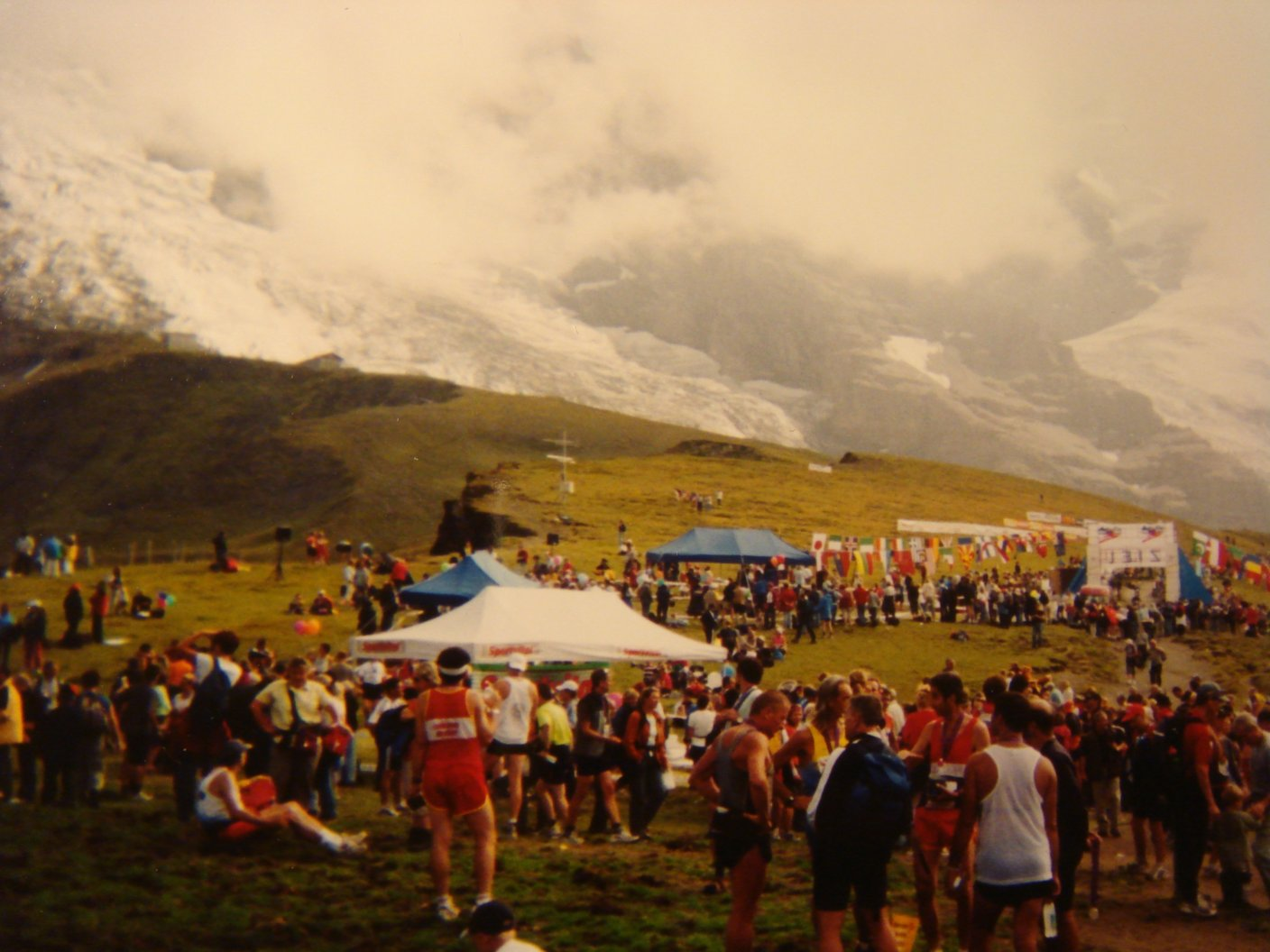
Финиш (2004)

Старт проходит в Интерлакене (565 м над уровнем моря) и заканчивается в Кляйне-Шайдег (2 095 м над уровнем моря) перед тремя знаменитыми горами массива Юнгфрау (Эйгер, Юнгфрау и Мёнх). Необходимо преодолеть 1 829 метров в высоту по склону и 305 метров в высоту вниз. Самая высокая отметка марафона проходит на 41 километре на высоте 2 205 м над уровнем моря.
После старта перед отелем «Виктория Юнгфрау» бегуны делают короткий круг по Интерлакену. 10-километровый ровный отрезок идёт через Бёниген в Вильдерсвиль. Затем начинается первый отрезок с перепадом в 100 метров высоты. При этом участников восторженно приветствуют в крохотных деревушках Гштейгвилер и Цвайлючинен многочисленные зрители. После ровного отрезка, последние километры до Лаутербруннена, начиная с 20 километра, идёт крутой подъём. В Лаутербруннене участников вновь встречают многочисленные зрители звоном коровьих колокольчиков и других инструментов.
После отметки середина марафона нужно преодолеть ещё 300 метров перепада высоты.
После участка, напоминающего скорее спуск, участники на 25 километре марафона оказываются перед пользующейся дурной славой «стеной», крутым подъёмом в Венген, до которого остается ещё 500 метров перепада высоты. Начинается самый трудный участок. На 31 км участники достигают Венгена, где их снова ждут восторженные зрители. Остаётся преодолеть ещё 600 метров перепада высоты до Венгернальпа. Взору частников открывается грандиозный горный ландшафт, а в хорошую погоду — впечатляющий вид гор и ледников массива Юнгфрау.
Последние 400 метров перепадов высоты идут вверх по горной тропинке. Участники вереницей растягиваются по острому краю хребта морены ледника Эйгера, пока не достигнут кульминационного пункта отрезка — гребня Лоухерфлю (2 205 м над уровнем моря) недалеко от станции Айгерглетчер железной дороги Юнгфрау. По традиции участников встречают шотландскими мелодиями волынщики.
Последний километр до Кляйне-Шайдег дистанция идёт на спуск.

## Рекорды
- Мужчины: 2:49.02 Джонатан Ятт[нем.] (Новая Зеландия), 2003
- Женщины: 3:20.55,8 Алин Камбуив (Франция), 2011

Самые быстрые бегуны 2012
- Мужчины: 2:59.42 Маркус Хохенвартер (Австрия)
- Женщины: 3:22.43 Стиви Кремер (США)

В 2008 году финишировали 3762 участника (3076 мужчин и 686 женщин), на 301 человек меньше, чем в 2007 году.

## Миля Юнгфрау
В рамках марафона Юнгфрау с 2004 года проводится «Миля Юнгфрау» (нем. Jungfrau-Meile). Это забег по приглашениям для ведущих бегунов Швейцарии. Он состоит из кругового ровного участка по улицам городка длиной в одну английскую милю (1609 метров). Старт дается у отеля «Метрополь», а финиш перед гостиницей «Виктория Юнгфрау».
В 2009 году забег планируется провести одновременно для мужчин и женщин, с форой для женщин.